# Pletina (perfil metálico)
Se conoce como pletina a las placas de metal planas u hojas rectangulares de acero u otros metales presentes en la industria siderúrgica, de manufactura o fabricación, particularmente en el mercado de perfiles.
Desde la acería y posterior al enrollado de las bobinas de las que las hojas comerciales de acero son surtidas, estas hojas rectangulares ya en forma plana pueden encontrarse en tamaños estandarizados (por ejemplo 4’ x 8’, 4’x 12’ etc.); esto significa una forma común para empezar a trabajar con el material, ya sea desde su contabilidad, transportación y manejo, o ya el inmediato proceso de fabricación.

El material puede doblarse para lograr ángulos.

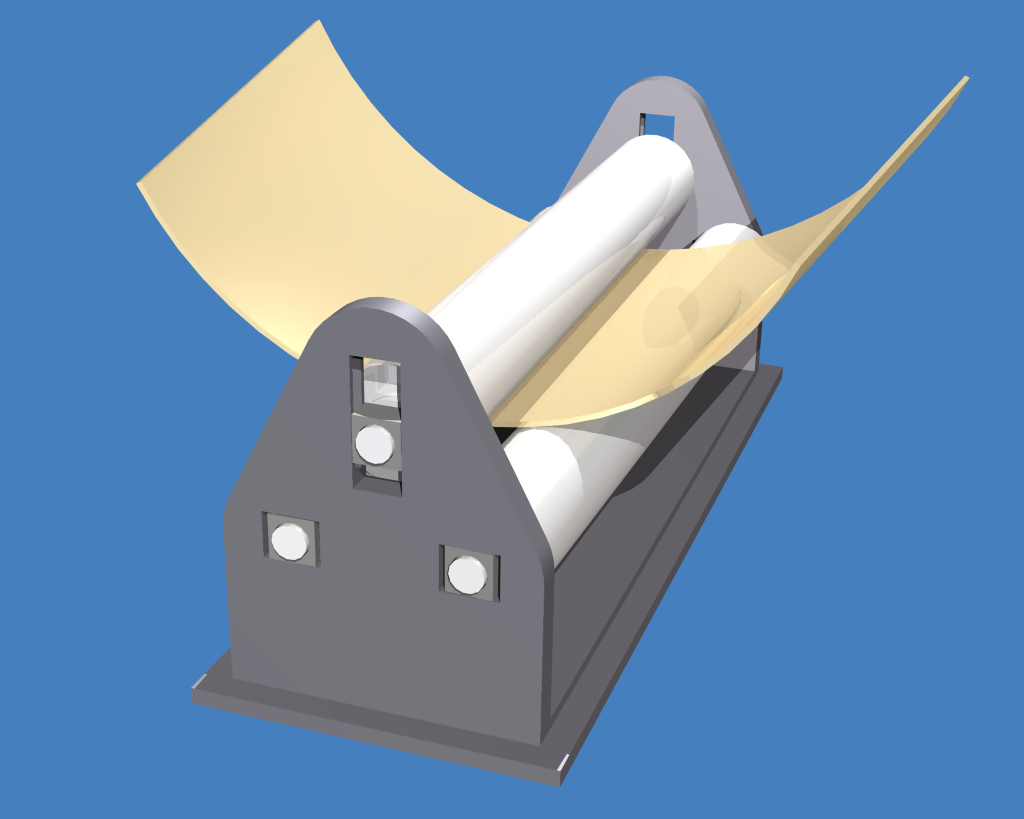
Pletina pasada por un rodillo.

La calidad y costo de las pletinas varía dependiendo, entre otros factores, en su composición y la aplicación superficial posterior a su formación, como lo es por ejemplo, si el acabado de las hojas es acompañado de aceite, el cual las protege de excesiva oxidación.
El grosor de las pletinas comerciales de acero también está estandarizado y llega a corresponder con fracciones de pulgada y con dimensiones decimales de calibre.
El uso de micrómetros planos es una forma común de inspeccionar el grosor de las hojas. También, se suelen marcar las hojas dependiendo de esa medida por ejemplo empleando un plumón marcador amarillo (o un lápiz plateado) con el propósito que sea visible.
Un factor interesante referente al trabajo con hojas es la memoria del acero, la cual en algunos casos puede ser bastante y notoria al cortar las hojas (particularmente en forma longitudinal), por ejemplo empleando plasma. A grandes rasgos, la memoria del material es la capacidad (en este caso del acero) para regresar a una forma previa o aproximada; con esto en cuenta, es posible divisar el enrollado de la bobina cuando una parte de la hoja (generalmente la más delgada y larga) deja su forma plana para tomar curvatura. 
Atención: esa referencia a la "memoria del acero" puede inducir a confusión. Es cierto que existen materiales con "memoria de forma", utilizados con éxito en campos como la odontología (ortodoncia), pero en este caso creo que hay que hablar más propiamente de "elasticidad del acero" que también hace que el material tienda a volver a la forma anterior a la deformación, pero que no tiene relación con la "memoria de forma". 
Las placas de acero pueden ser inicialmente cortadas para crear infinidad de formas de dos dimensiones (X,Y), con un grosor aproximado constante (como la tercera dimensión "Z"). Obviamente, estas formas pueden trabajarse en forma posteriormente más avanzada.
Existen diversas maneras de crear una forma en la pletina de acero, esto incluye el cortarla, derretirla, o someterla a un proceso abrasivo etc. Es muy común que cuando se planea trabajar con hojas, por su misma geometría, se prepare una mesa que aguante el trabajo al que la hoja será sometida.
En los procesos para trabajar con platinas de acero, generalmente sobre una mesa de trabajo se pueden utilizar:
- Plasma
- Oxígeno y acetileno (Oxy-fuel)
- Láser
- Chorro de agua

Otro de los procesos a los que puede ser sometida la placa es el doblado y deformación. Se pueden lograr ángulos o curvaturas que obedecen la geometría de un cilindro o un cono, para esto último, se puede emplear una máquina de 3 o 4 rodillos.